# Jurij Oganiesian
Jurij Cołakowicz Oganiesian (ros. Юрий Цолакович Оганесян, orm. Յուրի Ցոլակի Հովհաննիսյան; ur. 14 kwietnia 1933 w Rostowie n. Donem) – rosyjski fizyk pochodzenia ormiańskiego, profesor, członek Rosyjskiej Akademii Nauk, kierownik Laboratorium Reakcji Jądrowych im. Florowa w Zjednoczonym Instytucie Badań Jądrowych w Dubnej.

## Życiorys
Jurij Oganiesian urodził się w 1933 roku w Rostowie nad Donem w ZSRR. W 1956 roku ukończył studia w Moskiewskim Instytucie Inżynieryjno-Fizycznym (MIFI, ros. Московский инженерно-физический институт) i związał się ze Zjednoczonym Instytutem Badań Jądrowych, gdzie uzyskał tytuł doktora nauk fizyczno-matematycznych, profesora i został członkiem Rosyjskiej Akademii Nauk.
Oganiesian przewodzi radzie naukowej ds. stosowanej fizyki jądrowej. Jest także członkiem rad naukowych ośrodków badań jądrowych GANIL we Francji i Riken w Japonii. Został wybrany członkiem zagranicznym Serbskiej Akademii Nauk i Sztuk (1995). Jest doktorem honoris causa Uniwersytetu Goethego we Frankfurcie (Niemcy; 2002), Uniwersytetu w Mesynie (Włochy; 2002) i Uniwersytetu Marii Curie-Skłodowskiej w Lublinie (Polska; 2021).

## Praca naukowa
Oganiesian rozpoczął pracę naukową w Instytucie Energii Jądrowej pod kierownictwem Gieorgija Florowa. Do jego osiągnięć należą fundamentalne prace nad syntezą nowych pierwiastków z użyciem wiązek ciężkich jonów. Odkrył metodę tak zwanej zimnej syntezy masywnych jąder atomowych (nie należy mylić tego pojęcia z zimną fuzją), stosowaną później w laboratoriach na całym świecie do produkcji jąder pierwiastków superciężkich do Z=112. W II połowie XX wieku wraz ze współpracownikami prowadził badania nad syntezą pierwiastków z zakresu Z=100–108. Jeden z odkrytych pierwiastków został nazwany dubnem w uznaniu zasług zespołu z Dubnej. Jego prace przyczyniły się do rozwoju akceleratorów cząstek. W latach 1999–2006 jego zespół prowadził reakcje „gorącej syntezy” ciężkich aktynowców z jądrami wapnia 48Ca, uzyskując w ten sposób pierwsze jądra pierwiastków chemicznych o liczbach atomowych 113–116 oraz 118 i dostarczając dowodów istnienia tzw. wyspy stabilności.
W 2016 roku najcięższy pierwiastek zsyntetyzowany przez zespół z Dubnej (Z=118) został nazwany na jego cześć oganeson (Og).